# Bryce Robins (nowozelandzki rugbysta)
Bryce Robins (ur. 12 grudnia 1958 w Eltham) – nowozelandzki rugbysta grający w formacji ataku, reprezentant kraju.
W latach 1980–1992 dla regionalnego zespołu Taranaki rozegrał 147 spotkań, w tym kilkukrotnie w nieudanych próbach zdobycia Ranfurly Shield. Z regionem zagrał także przeciwko reprezentacjom RPA, Australii, Francji i Walii.
W 1985 roku otrzymał powołanie do reprezentacji kraju na serię meczów w Południowej Afryce, została ona jednak odwołana z powodu prowadzonej przez ten kraj polityki apartheidu. Drużyna udała się zatem do Argentyny, gdzie Robins zagrał w czterech spotkaniach z regionalnymi drużynami, nie wystąpił jednak w żadnym testmeczu, za konkurentów na swojej pozycji mając takich zawodników jak John Kirwan i Craig Green. Był także członkiem nowozelandzkiego zespołu Cavaliers, który wiosną 1986 roku udał się na nieusankcjonowane tournée do RPA.
Jego syn, także Bryce, grał dla Taranaki, Hurricanes i japońskiej reprezentacji.